# 路易斯·蒙迪安奴
路易斯·蒙迪安奴（Louis Munteanu，2002年6月16日—），是一名羅馬尼亞的職業足球運動員，司職前鋒，現由意大利甲組足球聯賽球隊費倫天拿外借至羅馬尼亞甲組足球聯賽球隊化奴康斯坦察。

## 榮譽
化奴康斯坦察足球會
- 羅馬尼亞甲組足球聯賽: 2022–23

## 外部連結
- 路易斯·蒙迪安奴在RomanianSoccer.ro和StatisticsFootball.com上的資料